# Glycyphana quadricolor
Glycyphana quadricolor es una especie de escarabajo del género Glycyphana, familia Scarabaeidae. Fue descrita científicamente por Wiedemann en 1823.
Especie nativa de Singapur. Habita en India, Java, Laos, Malasia, Birmania, Filipinas, Célebes, Sumatra, Tailandia y Vietnam. Mide aproximadamente 11,5 milímetros de longitud.